# Kaliwenang
Kaliwenang is een bestuurslaag in het regentschap Grobogan van de provincie Midden-Java, Indonesië. Kaliwenang telt 2252 inwoners (volkstelling 2010).